# Mega (site web)
Pour les articles homonymes, voir Mega.
Mega (stylisé MEGA) est un service d'hébergement de fichiers lancé le 19 janvier 2013 par Mega Cloud Services Limited, une entreprise basée à Auckland (Nouvelle-Zélande) et possédée par Cloud Tech Services Limited, une société hongkongaise. Ce service est proposé à travers un portail web, ainsi que des applications mobiles disponibles pour Android et iOS.
Les fichiers hébergés sur MEGA sont chiffrés de bout en bout, ils ne peuvent donc pas être déchiffrés, ni lus par la plateforme, qui ne peut donc pas être responsable de leur contenu. Durant les premières semaines suivant le lancement, de nombreuses critiques visant la fiabilité du site et la sécurité de ce chiffrement apparaissent,,,. En réponse à cela, l'entreprise annonce un programme de récompense, offrant jusqu'à 10 000 euros à ceux reportant des vulnérabilités.
Mega est enregistré sous deux noms de domaines : le premier provenant de Nouvelle-Zélande (mega.nz), et depuis janvier 2021, celui du territoire britannique de l'océan Indien (mega.io).

## Histoire

### Remplacement deMegaUpload
MEGA est lancé un an exactement après la fermeture de son prédécesseur Megaupload par le FBI le 19 janvier 2012. D'après Kim Dotcom, son créateur, ce nouveau service serait plus rapide et plus sûr.
En août 2013, Kim Dotcom aurait quitté la société à la suite de la prise de contrôle du service par un investisseur chinois recherché pour fraude et « déconseille » d'utiliser le service.

### Polémique sur le nom de domaine
Kim Dotcom annonce le 1er novembre 2012 que le nom de domaine du remplaçant de Megaupload serait me.ga. Après quelques jours de buzz, le gouvernement du Gabon (propriétaire de l'extension .ga) par l'intermédiaire de Blaise Louembé, ministre de la Communication et de l'Économie numérique, censure et confisque le domaine sans négociation.

### Lancement
Quelques jours avant le lancement du nouveau site, Kim Dotcom donne accès à certains journaux à une version bêta privée. Ces journaux vont contribuer au succès du lancement du site Mega via de très nombreux articles dans la presse en ligne.
Le premier jour d'activité, le succès médiatique est immédiat. En effet, Kim Dotcom annonce sur le réseau social Twitter 100 000 inscriptions en moins d'une heure, 250 000 en deux heures et plus de 1 000 000 en 24 h. Les serveurs ont été saturés pendant plusieurs heures.

### Service proposé
MEGA est plutôt un stockage en ligne (comme OneDrive, Google Drive ou encore Dropbox) qu'un site de partage de fichiers comme l'était Megaupload. De multiples différences (vitesse de téléchargement, temps d'attente, espace de stockage...) viennent confirmer ce changement de service proposé.

## Services supplémentaires
Cette section ne s'appuie pas, ou pas assez, sur des sources secondaires ou tertiaires indépendantes du sujet. Le texte peut contenir des analyses inexactes ou inédites de sources primaires.
Pour l'améliorer, ajoutez-en, ou placez des modèles {{Source secondaire souhaitée}} ou {{Source secondaire nécessaire}} sur les passages mal sourcés. (août 2025)
Comme susmentionné, le principal service de l'écosystème MEGA est son service de stockage en ligne dont la principale caractéristique est le chiffrement de bout en bout, ce qui implique que seules les personnes autorisées peuvent accéder aux fichiers.
En février 2016, MEGA Chat fait son apparition, un logiciel de conversation intégré. Ce service permet d'envoyer textes, images, vidéos et autres fichiers à d'autres utilisateurs de MEGA, le tout de manière chiffrée. Il est également possible de réaliser des visioconférences.
En 2018[réf. nécessaire], des extensions de navigateur pour Google Chrome et Microsoft Edge sont publiées, permettant d'accéder à l'écosystème MEGA sans avoir à ouvrir d'onglet sur son navigateur.
En novembre 2022, MEGA annonce une nouvelle fonctionnalité : MEGA Backup. Une fois le client de bureau installé, cette fonctionnalité permet de synchroniser un ou plusieurs fichiers ou dossiers entre l'ordinateur et l'espace de stockage en ligne.
En août 2024, MEGA dévoile une application de VPN disponible pour Windows, macOS, Android et iOS nommée MEGA VPN.
En novembre 2024, MEGA annonce son propre gestionnaire de mots de passe nommé MEGA Pass.
En décembre 2024, MEGA ajoute à son écosystème MEGA S4, un système de stockage objet.
En juillet 2025, MEGA publie une nouvelle plateforme Transfer.it, un système de transfert de fichier concurrent au géant WeTransfer. Contrairement à l'espace de stockage en ligne, ce service n'utilise pas de chiffrement à divulgation nulle de connaissance, permettant potentiellement à des tiers, comme des gouvernements, d'accéder aux données.

## Modèle économique
Cette section ne s'appuie pas, ou pas assez, sur des sources secondaires ou tertiaires indépendantes du sujet. Le texte peut contenir des analyses inexactes ou inédites de sources primaires.
Pour l'améliorer, ajoutez-en, ou placez des modèles {{Source secondaire souhaitée}} ou {{Source secondaire nécessaire}} sur les passages mal sourcés. (août 2025)
L'écosystème MEGA dispose de plusieurs niveaux d'abonnements dont un gratuit.
Les utilisateurs gratuits disposent de 20 Go d'espace de stockage en ligne, 5 Go de bande passante (de téléchargement) toutes les 6 heures, ainsi qu'un accès à MEGA Chat dont les vidéoconférences sont limitées à 1 heure et à 100 participants.
Les utilisateurs premium (offres Pro I à Pro III) peuvent augmenter leur espace de stockage jusqu'à 20 To, une bande passante jusqu'à 20 To par mois, ainsi qu'un accès complet à MEGA Chat, MEGA VPN, MEGA Pass et Transfer.it.
Pour les utilisateurs ayant besoin de plus d'espace ou de bande passante, l'offre Pro Flexi permet d'augmenter ces limites jusqu'à 10 Po, à raison de 3,00 € par To par mois.
Les entreprises peuvent, quant à elles, opter pour le forfait Business, incluant notamment la gestion des utilisateurs.